# Pont-de-Roide
Pont-de-Roide je naselje in občina v francoskem departmaju Doubs regije Franche-Comté. Leta 2007 je naselje imelo 4.619 prebivalcev.

## Geografija
Kraj leži v pokrajini Franche-Comté ob reki Doubs in njenih dveh pritokih, Ranceuse ter Roide, 18 km južno od Montbéliarda.

## Uprava
Pont-de-Roide je sedež istoimenskega kantona, v katerega so poleg njegove vključene še občine Berche, Bourguignon, Colombier-Fontaine, Dambelin, Dampierre-sur-le-Doubs, Écot, Étouvans, Feule, Goux-lès-Dambelin, Mathay, Neuchâtel-Urtière, Noirefontaine, Péseux, Rémondans-Vaivre, Rosières-sur-Barbèche, Solemont, Valonne, Vernois-lès-Belvoir, Villars-sous-Dampjoux in Villars-sous-Écot s 14.339 prebivalci.
Kanton Pont-de-Roide je sestavni del okrožja Montbéliard.